# 다네사시카이간역
다네사시카이간역(일본어: 種差海岸駅)은 일본 아오모리현 아오모리시에 위치한 동일본 여객철도 하치노헤 선의 철도역이다. 단선 승강장 1면 1선의 구조를 갖춘 지상역이다.

## 역 주변
- 하치노헤 시청 미나미하마 지소
- 다네사시 해안
- 구마노 신사

## 역사
- 1924년 11월 10일 : 하치노헤 선 · 혼하치노헤 - 다네이치 간의 개업과 동시에 다네사시역으로서 개업.
- 1962년 3월 1일 : 화물 취급 폐지.
- 1982년 11월 16일 : 교환 설비 철거, 동시에 사메 역장 관리의 무인역이 됨.
- 1987년 4월 1일 : 일본국유철도 분할 민영화에 의해, 동일본 여객철도가 승계.
- 2002년 12월 1일 : 다네사시카이간역으로 개칭.
- 2005년 12월 10일 : 사메 역장 · 조역 배치 폐지에 의해, 혼하치노헤 역장 관리하에 함.
- 2015년 12월 1일 : 혼하치노헤역 업무 위탁화에 의한 역장 · 조역 배치 폐지에 의해, 하치노헤 역장 관리하에 둠.

## 인접 역
| 동일본 여객철도 하치노헤 선 | 동일본 여객철도 하치노헤 선 | 동일본 여객철도 하치노헤 선 |
| --------------------------- | --------------------------- | --------------------------- |
| 무쓰시라하마 하치노헤 방면  | ■ 하치노헤 선               | 오쿠키 구지 방면            |